# Оськино (Иркутская область)
О́ськино — село в Катангском районе Иркутской области. Входит в состав Ербогачёнского муниципального образования.

## География
Село находится на берегу реки Нижняя Тунгуска.

## Население
| 2002 | 2010 | 2011 | 2012 |
| ---- | ---- | ---- | ---- |
| 78   | ↘46  | →46  | ↘42  |

### Половой состав
По данным Всероссийской переписи населения 2010 года, в селе проживало 46 человек (26 мужчин и 20 женщин).